# سال‌شمار روژه مارتن دو گار
روژه مارتن دو گار سالِ ۱۸۸۱ میلادی در نویی-سور-سن متولّد شد. او سالِ ۱۹۳۷ میلادی جایزهٔ نوبلِ ادبیات برد.

## از زایش تا مرگ
- ۱۸۸۱ – روژه مارتن دوگار در روز ۳۱ مارس در نویی سور سن، شهری در نزدیکی پاریس به دنیا آمد.
- ۱۸۹۲ – ۱۸۹۶ – در دبیرستان کندرسه، از دبیرستان‌های معتبر پاریس تحصیل کرد.
- ۱۸۹۶ – ۱۸۹۸ – در دبیرستان ژانسون دو سایی مشغول تحصیل بود.
- ۱۸۹۹ – ۱۹۰۵ – محصل مدرسهٔ سندشناسی که در آن کارشناسی اسناد قدیمی می‌آموختند بود. در شهر روآن به نظام وظیفه رفت. با نوشتن رساله‌ای دربارهٔ صومعهٔ ژومی یژ مدرکی در زمینهٔ بایگانی اسناد قدیمی گرفت.
- ۱۹۰۶ – ۱۹۰۹ – با دختری به نام هلن فوکو ازدواج کرد. کوشش‌هایی برای نوشتن رمان کرد که به جایی نرسید. رمانی با عنوان «زندگانی یک قدیس» نوشت که آن را نیمه کاره رها کرد. رمان دیگری با عنوان «ماریز» نوشت که آن را نیز نیمه کاره رها کرد و غیر از صد صفحهٔ آن که در سال ۱۹۰۹ با نام «یک کدام از ما» منتشر شد، بقیه را پاره کرد. رمان «شدن» را منتشر کرد که توفیق اندکی یافت.
- ۱۹۱۰ – ۱۹۱۲ – رمان «ژان باروا» را می‌نوشت.
- ۱۹۱۳ – ۱۹۱۴ – انتشار رمان ژان باروا در سال ۱۹۱۳. به کار تئاتر پرداخت. نمایش‌نامهٔ کمدی «وصیت‌نامهٔ بابا لولو» را دربارهٔ روستاییان در سال ۱۹۱۴ نوشت و به صحنه آورد.
- ۱۹۱۴ – ۱۹۱۸ – در بسیج عمومی به نیروی نظامی پیوست و با درجهٔ گروهبان سوم سووار در جنگ جهانی اول شرکت کرد.
- ۱۹۲۰ – ۱۹۳۰ – به نوشتن و منتشر کردن نیمهٔ اول رمان «خانواده تیبو» در شش بخش مشغول شد. «دفترچهٔ خاکستری» در سال ۱۹۲۲، «ندامتگاه» در سال ۱۹۲۲، «فصل گرم» در سال ۱۹۲۳، «طبابت» در سال ۱۹۲۸، «سورلینا» در سال ۱۹۲۸ و «مرگ پدر» در سال ۱۹۲۹. دومین نمایش‌نامهٔ کمدی خود را دربارهٔ روستاییان با نام «باد» نوشت که هیچ وقت به صحنه نیاممد.
- ۱۹۳۱ – در تصادف شدید خودرو مجروح شد. در دوران بیماری و استراحت مجال یافت تا دربارهٔ طرح ابتدایی رمان «خانوادهٔ تیبو» بیندیشد و در نتیجه از آن طرح دست برداشت. در دوران نقاهت برای سرگرم کردن خود داستان کوتات «درد دل افریقایی» را نوشت و همچنین نمایش‌نامهٔ «سر به تو»
- ۱۹۳۳ – در کنار نوشتن دنبالهٔ «خانوادهٔ تیبو» کتاب «فرانسه کهن» را نوشت که مجموعه‌ای از طرح‌هایی دربارهٔ زندگی شهرستانی فرانسه‌است.
- ۱۹۳۶ – انتشار «تابستان ۱۹۱۴» بخش هفتم «خانوادهٔ تیبو»
- ۱۹۳۷ – دریافت جایزهٔ نوبل ادبی
- ۱۹۴۰ – انتشار «سرانجام» آخرین بخش «خانوادهٔ تیبو»
- ۱۹۴۱ – ۱۹۵۸ –نوشتن رمان مفصل «خاطرات سرهنگ مومور» که بیست بار آن را رها کرد و از سر گرفت و سرانجام ناتمام ماند.
- ۱۹۵۸ – روز ۲۲ اوت در ملک خود در دهکدهٔ ترتر درگذشت.